# We Ride
„We Ride” este un cântec al interpretei barbadiene Rihanna. Acesta a fost compus de Stargate și inclus pe cel de-al doilea material discografic de studio al artistei, A Girl Like Me, lansat în prima jumătate a anului 2006. Înregistrarea a fost lansată ca cel de-al treilea extras pe single al albumului amintit în luna august a aceluiași an, ea fiind comercializată atât în format digital, cât și în format CD.
Lansat la dorința artistei, datorită numărului ridicat de descărcări digitale, cântecul a beneficiat de un videoclip regizat de frecventul colaborator al Rihannei, Anthony Mandler (filmat în Miami, Florida) și de o campanie de promovare adiacentă. Majoritatea criticilor albumului de proveniență au ocolit înregistrarea în recenziile realizate, însă publicații sau website-uri precum Allmusic, Slant Magazine ori The Washington Post, au felicitat influențele de muzică hip-hop ale compoziției.
Spre deosebire de predecesoarele sale — „SOS” și „Unfaithful” — „We Ride” a înregistrat clasări dezamăgitoare pe teritoriul american, nereușind să intre în primele o sută de trepte ale clasamentelor din Canada și S.U.A., fiind singurul single din întreaga carieră artistică a interpretei ce nu activează în Billboard Hot 100. Cu toate acestea, compoziția a ocupat locul întâi în ierarhiile ce compilează muzica dance din ultima regiune menționată și a câștigat poziționări notabile în Europa și Oceania, devenind un șlagăr de top 10 în Finlanda și Noua Zeelandă.

## Informații generale
Înregistrarea a fost compusă de echipa norvegiană de producători Stargate, pentru Rihanna și inclusă pe cel de-al doilea material discografic de studio al artistei, A Girl Like Me. Același grup a compus și cântecul „Unfaithful”, aflat pe același album și lansat ca cel de-al doilea extras pe single al discului, obținând succes la nivel global.
„We Ride” a fost selectat personal de interpretă pentru a beneficia de promovare, datorită numărului ridicat de descărcări digitale înregistrate de prezenta compoziție înaintea unei confirmări oficiale a titulaturii de disc single. Conform website-ului MTV, Rihanna a declarat despre alegerea făcută următoarele: „Dintre toate piesele mele [disponibile pentru vânzare] pe iTunes, aceasta este cea de-a treia cea mai descărcară, urmându-le lui «SOS» și «Unfaithful». [...] Am primit o reacție pozitivă [la adresa cântecului], așa că o să le ofer [fanilor] ceea ce își doresc”. De asemenea, înregistrarea este una dintre favoritele artistei de pe albumul A Girl Like Me, ea catalogându-l drept „un șlagăr de vară”.

## Structură muzicală, versuri și recenzii
„We Ride” este o baladă pop cu influențe de muzică R&B și hip-hop, scrisă într-o tonalitate minoră. Suportul vocal este realizat integral de altista Rihanna, interpretarea sa fiind dublată prin supraînregistrare. Ritmul melodiei vocale conține doar câteva sincope, în cântec făcându-se uz și de armonii vocale. De-a lungul compoziție nu sunt secțiuni instrumentale prea lungi, făcându-și simțite prezența și elementele de chitară acustică. Aceleași caracteristici sunt întâlnite și pe înregistrarea „Unfaithful”, predecesorul lui „We Ride”, aflat pe același album și compus de aceeași echipă de producție. Versurile posedă un caracter romantic, având ca temă centrală promisiunile neîmplinite pe care i le face persoana iubită eroinei în cauză.
Majoritatea criticilor muzicali ce au evaluat albumul A Girl Like Me au ocolit înregistrarea „We Ride”, însă cei ce au abordat-o s-au declarat încântați de compoziție. În recenzia realizată materialului cu numărul doi din cariera Rihannei, Sal Cinquemani, de la publicația Slant Magazine descrie înregistrarea ca fiind un cântec ce va „zgudui cluburile”, considerând notabile și influențele de muzică hip-hop prezente pe ritmul melodiei. Dan Charnas de la The Washington Post este de părere că albumul este „rotunjit” de piese cu puternice influențele hip-hop, precum „We Ride”. De asemenea, David Jeffries de la Allmusic prezintă compoziția într-un cadru favorabil, catalogând-o drept „relaxantă”. Două dintre remixurile oficiale ale cântecului au fost percepute într-un mod pozitiv de critica de specialitate, David Sanford de la About.com oferind celor două versiuni alternative patru puncte dintr-un total de cinci.

## Ordinea pieselor pe disc
| Nr.                                | Titlul        | Durată |
| ---------------------------------- | ------------- | ------ |
| Descărcare digitală                |               |        |
| 1.                                 | „We Ride” [A] | 3:56   |
| Disc single distribuit în Germania |               |        |
| 1.                                 | „We Ride” [A] | 3:56   |
| 2.                                 | „We Ride” [C] | 4:02   |
| 3.                                 | „We Ride” [D] | 8:26   |
| 4.                                 | „We Ride” [E] | 4:20   |

| Nr.                                               | Titlul           | Durată |
| ------------------------------------------------- | ---------------- | ------ |
| Disc single distribuit în Irlanda și Regatul Unit |                  |        |
| 1.                                                | „We Ride” [A]    | 3:56   |
| 2.                                                | „Unfaithful” [B] | 6:55   |
| Disc single distribuit în Franța                  |                  |        |
| 1.                                                | „We Ride” [A]    | 3:56   |
| 2.                                                | „We Ride” [C]    | 4:02   |
| 3.                                                | „We Ride” [D]    | 8:26   |

Specificații
- A ^ Versiunea de pe albumul de proveniență, A Girl Like Me.
- B ^ Versiune „Nu Soul Remix”.
- C ^ Versiune „Stargate Remix”.
- D ^ Versiune „Lenny B Club”.
- E ^ Videoclip.

## Videoclip

În primul cadru, Rihanna execută o coregrafie în compania unui dansator, în timp ce în ultimele este surprinsă în vecinătatea oceanului și, respectiv, a unui club.

Materialul promoțional pentru înregistrarea „We Ride” a fost regizat de Anthony Mandler și filmat în orașul american Miami, Florida, locație ce se potrivește cu mesajul piesei. Despre conceptul ce stă la baza videoclipului, Rihanna a declarat că „tot ce am vrut a fost să mă reîntâlnesc cu colegii mei, să îi asigur că încă sunt o adolescentă, că încă am prieteni”. În același context, artista a afirmat că scurtmetrajele anterioare (cele realizate pentru „SOS” și „Unfaithful”) se aflau în contradicție cu aspectele reliefate în materialul promoțional al discului single „We Ride”, ea dorind să aducă un echilibru între conceptele abordate de-a lungul acestei etape din cariera sa. Videoclipul a fost filmat în timpul lunii august a anului 2006 și a fost postat pe website-ul oficial al postului de televiziune MTV pe data de 13 septembrie 2006.
Pentru realizarea coregrafiei din scurtmetrajul utilizat în scop promoțional, Rihanna a fost consiliată în arta dansului tehnic, lucru considerat de acesta drept „o provocare”, declarând: „de obicei durează ani de zile să înveți [dansul], dar noi l-am realizat în doar câteva zile. Și a fost foarte frumos filmat”. Videoclipul începe cu prezentarea interpretei pe o alee în aer liber, timp în care este contactată telefonic de o persoană. Odată cu startul cântecului, este surprinsă o panoramă a oceanului, concomitent fiind introduse segmente video de scurtă durată ce o prezintă pe artistă într-o mașină de tip sport și pe un fundal alb, în fața căruia urmează să fie executată coregrafia antemenționată. Imagini similare sunt afișate și în continuare, cu excepția unor momente limitate în care Rihanna este surprinsă în vecinătatea oceanului sau într-un club de noapte, până la debutul celei de-a doua strofe, unde ea este acompaniată de un grup de fete, acestea pășind împreună într-un restaurant. Întregul videoclip se derulează pe un interval mai mare de patru minute și se construiește din toate tipurile de cadre prezentate anterior. Scurtmetrajul „We Ride” reprezintă ultimul videoclip al solistei filmat înaintea schimbării imaginii de artist și cel din urmă material filmat pentru a crește notorietatea albumul A Girl Like Me, succesorul său — „Break It Off” — nebeneficiind de acest tip de suport promoțional.

## Prezența în clasamente
Lansat ca cel de-al treilea single al materialului A Girl Like Me, „We Ride” nu s-a bucurat de succesul înregistrat de predecesoarele sale — „SOS” și „Unfaithful” — care au devenit șlagăre la nivel mondial. Piesa a activat slab în ierarhiile de pe teritoriul Americii de Nord, nereușind să intre în primele o sută de trepte ale clasamentelor din Canada și S.U.A., fiind singurul single din întreaga carieră artistică a interpretei ce nu activează în Billboard Hot 100. Cu toate acestea, a ocupat cea mai înaltă treaptă în lista Billboard Hot Dance/Club Play, fiind al patrulea cântec al solistei ce reușește această performanță. De asemenea, „We Ride” a activat modest într-o serie de ierarhii ale publicației Billboard ce contorizează muzica pop. Întrucât piesa nu s-a bucurat de succesul anticipat, o campanie de promovare pentru colaborarea Rihannei cu Sean Paul — „Break It Off” — a fost demarată, lucru ce a culminat cu poziționarea pe locul nouă în Billboard Hot 100 a șlagărului.
La nivel mondial, compoziția a înregistrat poziționări superioare celor de pe teritoriul american, intrând în clasamentele din Europa și Oceania. „We Ride” a activat în ultima regiune atât în ierarhiile australiene, cât și în cele neo-zeelandeze, în primele devenind primul single al artistei ce nu se clasează între primele zece trepte ale listelor compilate de instituția ARIA. În Europa, discul a activat mediocru în țări precum Belgia, Elveția, Germania sau Olanda, regiuni unde nu a intrat în primele douăzeci de trepte ale clasamentelor oficiale. În ciuda acestui fapt, „We Ride” a devenit un nou șlagăr pentru solistă în Finlanda și Noua Zeelandă, ocupând poziția cu numărul patru și, respectiv, locul șapte, reușind clasări similare și în Bulgaria, Cehia sau Italia. Datorită activității de pe continentul european, piesa a fost inclusă în clasamentul European Hot 100, compilat de revista Billboard, unde a ocupat treapta a nouăzeci și patra. Mai mult, în Regatul Unit a obținut poziția cu numărul șaptesprezece, comercializându-se în peste 45.000 de exemplare pe teritoriul acestei țări.

## Clasamente
| Țară (clasament)            | Poziția maximă | Referință |
| --------------------------- | -------------- | --------- |
| Australia (ARIA)            | 24             | [ 32 ]    |
| Belgia — Flandra (Ultratop) | 40             | [ 38 ]    |
| Belgia — Valonia (Ultratop) | 26             | [ 38 ]    |
| Bulgaria (Top 40 Charts)    | 11             | [ 33 ]    |
| Cehia (IFPI)                | 14             | [ 34 ]    |
| Croația (e!Hot)             | 11             | [ 39 ]    |
| Elveția (Media Control)     | 42             | [ 32 ]    |
| Europa (Billboard)          | 94             | [ 35 ]    |
| Finlanda (YLE)              | 4              | [ 32 ]    |
| Germania (Media Control)    | 45             | [ 40 ]    |
| Irlanda (IRMA)              | 17             | [ 19 ]    |
| Irlanda (IRMA — Descărcări) | 19             | [ 41 ]    |

| Țară (clasament)                      | Poziția maximă | Referință |
| ------------------------------------- | -------------- | --------- |
| Italia (FIMI)                         | 16             | [ 32 ]    |
| Noua Zeelandă (RIANZ)                 | 7              | [ 32 ]    |
| Olanda (Dutch Mega Top 100)           | 60             | [ 32 ]    |
| Polonia (APC)                         | 24             | [ 42 ]    |
| România (RT100)                       | 22             | [ 43 ]    |
| Slovacia (IFPI)                       | 22             | [ 44 ]    |
| Regatul Unit (OCC — UK Singles Chart) | 17             | [ 36 ]    |
| U.S. Billboard Hot Dance/Club Play    | 1              | [ 18 ]    |
| U.S. Billboard Pop 100                | 84             | [ 17 ]    |
| U.S. Billboard Pop Airplay            | 47             | [ 17 ]    |
| U.S. Billboard Rhythmic Top 40        | 27             | [ 17 ]    |
| U.S. Billboard Top 40 Mainstream      | 34             | [ 17 ]    |

## Versiuni existente
- Surse:[32][38]

| - „We Ride” (versiunea de pe albumul de proveniență, A Girl Like Me) - „We Ride” (versiune „Mantronix Radio Edit”) - „We Ride” (versiune „Mantronix Club”) - „We Ride” (versiune „Mantronix Dub”) | - „We Ride” (versiune „Stargate Remix”) - „We Ride” (versiune „Lenny B Club”) - „We Ride” (versiune „Lenny B Dub”) - „We Ride” (versiune „Lenny B Radio Edit”) |

## Personal
- Sursă:[7]
- Voce: Rihanna;
- Producător: Stargate;
- Textier(i): Tor Erik Hermansen, Mikkel S. Eriksen, Makeba Riddick

## Datele lansărilor
| Țara         | Data lansării     | Casă de discuri | Format                             | Referințe |
| ------------ | ----------------- | --------------- | ---------------------------------- | --------- |
| S.U.A.       | 26 august 2006    | Def Jam         | difuzare radio                     | [ 9 ]     |
| Irlanda      | 23 octombrie 2006 | Def Jam         | descărcare digitală și disc single | [ 24 ]    |
| Regatul Unit | 23 octombrie 2006 | Def Jam         | descărcare digitală și disc single | [ 25 ]    |
| Germania     | 17 noiembrie 2006 | Def Jam         | descărcare digitală și disc single | [ 23 ]    |
| Europa       | 21 august 2006    | Def Jam         | descărcare digitală și disc single |           |
| Franța       | 28 noiembrie 2006 | Def Jam         | descărcare digitală și disc single | [ 26 ]    |